# HMS Firedrake (H79)
El HMS Firedrake fue un destructor de la clase F construido para la Marina Real Británica durante los principios de 1930, a pesar de que fue asignado a la Flota Local en sus últimos momentos, el barco se unió a la Flota Mediterránea en 1935-36 durante la crisis de Abisinia. Durante la Guerra Civil Española de 1936-39, la nave estuvo mucho tiempo en aguas españolas, combatiendo el bloqueo de armas por parte de Bretaña y Francia en ambos lados del conflicto.
Unas semanas después de que empezase la Segunda Guerra Mundial en septiembre de 1939, Firedrake ayudó a hundir un submarino alemán y tomó parte en la campaña de Noruega en 1940. Después le mandaron a Gibraltar a mediados de 1940 y formó parte de la Fuerza H, donde acompañó varios convoyes de socorro a la Malta británica en el mar Mediterráneo y ayudó a hundir a un submarino italiano. Firedrake participó en la batalla de Cabo Teulada y apoyó a los buques capitales de la fuerza H cuando bombardearon Génova antes de ser alcanzado por una bomba italiana en 1941. Después de ser reparado se convirtió en escolta de convoy en el Atlántico a principios de 1942. En 1942 un U-boat alemán lo hundió, matando a la mayoría de su tripulación.

## Descripción
Los barcos clase F fueron copias de la anterior clase E. Desplazaban 1.405 toneladas( 1.428 t) con carga estándar y 1.940 toneladas ( 1.970 t) con carga pesada. Los barcos medían 329 pies de largo, una manga de 33 pies (10.1 m), y un calado de 12 pies con 6 pulgadas (3.8m). Eran accionados por dos turbinas Parson, cada una conduciendo un eje de la hélice, usando vapor producido por tres calderas Admiralty de 3 tambores. Las turbinas proporcionaban 36 000 caballos de fuerza (27, 000 kW) y daban una velocidad máxima de 35.5 nudos (65.7 km/h; 40.9 mph). Firedrake apenas superó su velocidad diseñada durante sus pruebas de mar. La nave cargaba un máximo de 470 toneladas de combustible que le daban un alcance de 6,350 millas náuticas (11,760 km; 7,310 mi) a 15 nudos (28 km/h; 17 mph). La tripulación estaba formada por 145 oficiales y marineros.
La nave estaba equipada con 4 armas Marc XI de 4.7 pulgadas (120 mm) en soportes individuales. Para la defensa aérea, tenía 2 montajes cuádruples Mark I de 0.5 pulgadas para ametralladoras Vickers Mark III. La clase F fue equipada con dos tubos de montaje cuádruples para torpedos de 21 pulgadas (533 mm) arriba del agua. También fueron equipados con una carga de profundidad y dos lanzadores; 20 cargas de profundidad se cargaron en un principio, pero esto aumentó a 35, poco después de que comenzara la guerra.

### Modificaciones durante la Guerra
Para octubre de 1940, se reemplazó el tubo para torpedos por un arma AA de 12 libras. Mientras la nave se encontraba en reparación a finales de 1941 el arma 'Y' fue removida para poder cargar un total de 70 cargas profundas. Tuvo varios cambios más durante su re-equipamiento, los más notables fueron dos armas AA Oerlikon de 20 mm en el puente y un radar de búsqueda tipo 286 de corto rango así como un radio HF/DF montado en el mástil principal.

## Construcción y Carrera
Firedrake, la sexta nave con su nombre de la Marina Real Británica, fue construida por la compañía Pearsons Marine Steam Turbin Company en Wallsend, aunque su casco fue sub-contratado a Vickers Armstrong. Esta fue colocada en Walker, Newcastle, en el astillero Tyne el 5 de julio, zarpó el 28 de junio de 1934, el mismo día que su gemelo, Fama, y completó su viaje el 30 de abril de 1935. La nave costo 243,996 libras, excluyendo el equipo suministrado por el gobierno, como el armamento. Al comienzo Firedrake estuvo asignado a la 6.ª Flotilla de Destrucción (DF) de la Flota Local, pero tuvo que enviarse a apoyar la flota del Mediterráneo, acompañado de sus hermanas, durante la Crisis Abisinia, de septiembre a diciembre. Del 14 de diciembre de 1935 al 11 de febrero de 1936 en Gibraltar, Firedrake estuvo en proceso de re-equipamiento. En poco tiempo regreso a casa para darle tiempo a la tripulación ese mismo mes, pero regresó al Mediterráneo en marzo y permaneció allí hasta julio cuando comenzó una reforma en el astillero Sheerness.
El 30 de septiembre la nave regreso al Mediterráneo y empezó a aplicar el embargo de armas impuesto por ambos lados en la guerra civil española por el Comité de la No Intervención, hasta junio de 1937 hasta junio de 1937. En abril de 1937, Firedrake y el crucero de combate Hood escoltaron un mercante al puerto de Bilbao pese a la presencia del crucero nacionalista Almirante Cervera, que intentaba bloquear el puerto. Firedrake regresó a Gibraltar en septiembre y reanudó las patrullas en aguas españolas hasta noviembre cuando empezó otro re-equipamiento en Sheerness, el cual duró hasta el 30 de diciembre. El barco pasó otros dos meses en Gibraltar entre enero y marzo de 1938 y luego patrulló la costa española, el Golfo de Vizcaya, un año después. En abril de 1939 renombraron al 6xto DF como la octava Flotilla de Destructores, cinco meses antes del comienzo de la Segunda Guerra Mundial. Firedrake quedó asignado a ella hasta junio de 1940, escoltando a los barcos más grandes de la flota.

### Segunda Guerra Mundial
En septiembre de 1939 se asignó a la Flota Local y Scapa Flow se convirtió en su nueva base. Durante el primer mes de hostilidades fue parte de un grupo en contra de la caza de submarinos centrado en el portaviones Ark Royal. El 14 de septiembre, el portaviones fue atacado por la Plantilla GS. En compañía de sus hermanas Faulknor y Foxhound, contraataco y hundió el U-39 al noroeste de Irlanda. El 5 de octubre el barco rescató a unos sobrevivientes del buque de carga Platilla SS. En febrero de 1940, se convirtió en uno de los escoltas del Convoy TC 3 transportando tropas de Canadá a Reino Unido. Firedrake fue ligeramente dañado ir junto con el destructor Ícaro en Invergordon el 28 de marzo y fue reparado entre el 2 y el 26 de abril en Cardiff, Gales.
En la Campaña Noruega, apoyó los desembarcos de los Aliados el 12-13 de mayo en Bjerkvik durante la Batalla de Narvik. El barco continuo prestando apoyo atacando en las batallas durante el resto del mes. Durante las noches del 30 y 31 de mayo, Firedrake ayudó a evacuar tropas de Bodo a Hastad y Brokenes para esperar la evacuación. También fue una de las naves que escoltaron a los barcos de evacuación de las tropas de la zona de Narvik  el 7 y el 8 de junio. Fue ligeramente dañada por astillas durante un ataque aéreo el 23 de mayo y el 12 de junio cuando portaba un motor de dirección de y en la acción le inhabilitaron un arma 'A'; ocho días después terminaron de repararlo.
Firedrake fue asignado a la 4.ª Flotilla de Destrucción hasta agosto, cuando volvió a formar parte del 8.º escoltando al Valiant y al Illustrious desde Gran Bretaña hasta Gibraltar, llegando el 29 de agosto a su destino. El siguiente día, Fury y Forice H escoltaron al Valiant y al Illustrious por el Mediterráneo Occidental para unirse con la Flota del Mediterráneo (Operación Hats). En 18 de octubre, hundió al submarino italiano Durbo al oeste de Gibraltar junto con el destructor Wrestler y dos hidrocanoas del escuadrón RAF. Un grupo de abordaje capturó cifrados y documentos operativos a bordo del barco que llevó al hundimiento del submarino italiano Lafole dos días más tarde. Entre ellos, los dos destructores rescataron a 5 oficiales y 43 marineros. Firedrake escoltó a los cargueros Argus y Ark Royal durante las operaciones Coats y White en noviembre ya que volaron un avión a Malta. EL barco escoltó a la fuerza F hacia Malta durante la operación Collar y participó en la Batalla del Cabo de Teulada el 27 de noviembre. donde era el protector de las naves Renown y Ramillies.
El 1 de enero de 1941, Firedrake fue uno de los barcos que interceptó al convoy VIchy Frend de Melilla y se apoderó de los 4 barcos mercantes que iban en el convoy. Ese mismo mes participó en la operación Excess. El 31 de enero de 1941, la Fuerza H partió de Gibraltar para llevar a cabo la operación Picket, esa misma noche un torpedo del Ark Royal's Firey Swordfish los atacó en Tirso Dam en Sardina. Los barcos británicos regresaron a Gibraltar el 4 de febrero y empezaron la preparación de la operación Grog, un bombardeo naval en Genoa que se llevó a cabo con éxito 5 días después. El destructor accidentalmente encalló en la neblina cerca de Gibraltar el 1 de marzo y recibió reparaciones preliminares hasta el 21 de abril. Las reparaciones finales se efectuaran en el astillero Chatham Real el 19 de junio y se reunió con el octavo DF de vuelta en Gibraltar.
Durante la operación Substance, Firedrake y Foxhound guiaban una línea del convoy por el canal de Sicilia el 23 de julio cuando una bomba italiana de 100 kg no logró impactarlos pero detonó a un lado de su puerto. La onda de la explosión estalló en la sala de calderas n.º 1 y la deshabilitó, por lo que tuvo que ser remolcado de vuelta a Gibraltar por el destructor Eridge. Las reparaciones temporales se hicieron en Gibraltar y luego se transfirió a la Boston Navy Yard para su reparación, el 23 de septiembre. Firedrake se armó con un cañón de 4,7 pulgadas para cargas de profundidad adicionales durante la reparación para adaptarse mejor a su nuevo papel como escolta de convoyes.
Tras escoltar al Convoy NA 2 hacia Gran Bretaña en enero de 1942, se le asignó escoltar al Grupo B del Mid-Ocean Escort Force. Mientras escoltaba el convoy ON (S) 94 en mayo, los escoltas se marcharon de la Plantilla: GS. Firedrake recibió reparaciones en abril en el Clyde y en agosto en Belfast. Rescató a los sobrevivientes de la Plantilla mercante MV el 26 de septiembre. Dos meses después, la nave se separó para reforzar la escolta de convoy ON 144 el 18 de noviembre y ayudó a prevenir las pérdidas posteriores del convoy. El 16 de diciembre, mientras escoltaba al Convoy On 153, Firedrake fue atacado por el submarino alemán U-211 a las 19:11. Se partió a la mitad, la proa se hundió inmediatamente en las coordenadas 50°50′N 25°15′O / 50.833, -25.250, pero la popa quedó flotando hasta las 00:45. La corbeta Sunflow rescató a 26 sobrevivientes, pero el resto de la tripulación de 140 hombres murió.

## Bibliography
- Admiralty Historical Section (2002). The Royal Navy and the Mediterranean: September 1939–October 1940. Whitehall histories, Naval Staff histories I. London: Whitehall History in association with Frank Cass. ISBN 0-7146-5179-6.
- Admiralty Historical Section (2002). The Royal Navy and the Mediterranean: November 1940–December 1941. Whitehall histories, Naval Staff histories II. London: Whitehall History in association with Frank Cass. ISBN 0-7146-5205-9.
- Colledge, J. J.; Warlow, Ben (2006) [1969]. Ships of the Royal Navy: The Complete Record of all Fighting Ships of the Royal Navy (Rev. ed.). London: Chatham Publishing. ISBN 978-1-86176-281-8. OCLC 67375475.
- English, John (1993). Amazon to Ivanhoe: British Standard Destroyers of the 1930s. Kendal, England: World Ship Society. ISBN 0-905617-64-9.
- Friedman, Norman (2009). British Destroyers From Earliest Days to the Second World War. Annapolis, Maryland: Naval Institute Press. ISBN 978-1-59114-081-8.
- Haarr, Geirr H. (2010). The Battle for Norway: April–June 1940. Barnsley, UK: Seaforth Publishing. ISBN 978-1-84832-057-4.
- Lenton, H. T. (1998). British & Empire Warships of the Second World War. Annapolis, Maryland: Naval Institute Press. ISBN 1-55750-048-7.
- March, Edgar J. (1966). British Destroyers: A History of Development, 1892–1953; Drawn by Admiralty Permission From Official Records & Returns, Ships' Covers & Building Plans. London: Seeley Service. OCLC 164893555.
- Osborne, Richard, Dr. (February 2011). «Ration: Royal Navy Operations Against the Vichy French Merchant Fleet 1940–1942». Part One. Warships (London: World Ship Society) (165): 21-34. ISSN 0966-6958.
- Rohwer, Jürgen (2005). Chronology of the War at Sea 1939–1945: The Naval History of World War Two (Third Revised edición). Annapolis, Maryland: Naval Institute Press. ISBN 1-59114-119-2.
- Smith, Peter C. (2004). Destroyer Leader: The Story of HMS Faulknor 1935–46 (3rd revised and expanded edición). Barnsley, South Yorkshire, UK: Pen & Sword Maritime. ISBN 1-84415-121-2.
- Whitley, M. J. (1988). Destroyers of World War Two: An International Encyclopedia. Annapolis, Maryland: Naval Institute Press. ISBN 0-87021-326-1.